# المساكنة في الولايات المتحدة
تعد المساكنة في الولايات المتحدة  غير قانونية في خمس ولايات ولكن 4.85 مليون من الأزواج يتساكنون معاً.

## الإحصاءات
في معظم أنحاء الولايات المتحدة، لا يوجد هناك قانون مسجل أو تعريف يقر بالمساكنة، حيث وضع الديموغرافيين أساليب مختلفة لتحديد المعاشرة ودرجة تفشيها. وأهم هذه الأساليب هو «مكتب الإحصاء»، الذي يصف «شريكا غير متزوج» «بشخص يبلغ من العمر 15 عاماً فما فوق، وليس له صلة بصاحب البيت ويتقاسم أماكن المساكنة معه، كما تربطه علاقة شخصية وثيقة معه.» قبل عام 1995، عرف هذا المكتب أي زوجين «ليس بينهما صلة» من جنسين مختلفين يتساكنون بمفردهما دون وجود أحد من البالغين ب POSSLQ، أو الأشخاص ذوو الجنس المختلف يتقاسمون أماكن العيش.، وما زالوا يعدون التقارير لعدد حالات المساكنة لتبيين الاتجاهات التاريخية. ومع ذلك، ينبغي عدم أخذ مثل هذه الإحصاءات بعين الاعتبار لعدم دقتها، فوفقا لتقارير الباحثين أن المساكنة غالباً ليس لها بداية ونهاية واضحتين، حيث إن الناس ينتقلون من وإلى منازل بعضهم البعض، وأحيانا لا يتفقون على ترتيباتهم المعيشية في لحظة معينة من حياتهم.
في عام 2001، سجلت حالات مساكنة لأزواج بنسبة 8.2% في الولايات المتحدة، يقطن غالبيتهم في الساحل الغربي ونيو إنجلاند ومناطق الشمال الشرقي من الولايات المتحدة.
وفي عام 2005، أبلغ مكتب التعداد عن 4.85 مليون حالة من معاشرة الأزواج، يفوق بذلك أكثر من عشر مرات من عام 1960، عندما كانت هناك 439,000 من هذه الحالات. ويبين المسح الوطني لصندوق نمو الأسرة لعام 2002 أن أكثر من نصف النساء في سن ما بين 15 إلى 44 عاشوا مع شركاء غير متزوجين، وأن 65% من الأزواج الأمريكيين الذين تساكنوا مع بعضهم البعض تزوجوا في غضون 5 سنوات.
تشمل المساكنة جميع الأعمار بين السكان، ولكن متوسطه يحدث في المجموعة العمرية بين 25-34.

## الاستقرار
أجريت دراسة لتعايش نساء قبل الزواج وهن مرتبطات بزواج من رجل واحد. وأظهرت الدراسة أن «النساء الملتزمات بعلاقة واحدة، واللاتي قمنَ ممارسة الجنس قبل الزواج وبمعاشره الرجل اللاتي تزوجن منه في نهاية المطاف، فإن معدل الطلاق لديهن أقل مقارنة بالنساء اللاتي امتنعنَ عن ممارسة الجنس قبل الزواج والتعايش. والنساء من هذه الفئة، الذين يقومون بممارسة الجنس قبل الزواج والتعايش مع الرجل الذي هو زوجهن في نهاية الأمر، اقتربوا من إصابة هدفهن وهو تطوير علاقة وثيقة على المدى الطويل.» وبدلا من ذلك أوضحت النتائج التي توصل إليها تيكمان في التقرير الذي أعده أن «النساء اللاتي لديهن أكثر من علاقة حميمة غير زوجية فإن ارتفاع خطر انقطاع الزوجية لديهن أكبر. وهذا التأثير يصبح أقوى عند للنساء اللواتي ذوات العلاقات المتعددة قبل الزواج».
أفاد مسح علمي أن أكثر من 1000 رجل متزوج وامرأة متزوجة في الولايات المتحدة الأمريكية الذين انتقلوا للعيش مع محبيهم قبل أن يكون بينهم علاقة خطوبة أو زواج، يتم بينهم في الأخير زواج سيء وتوقعات كبيرة للانفصال أكثر من الأزواج الاخرين. وحوالي 20 في المائة من أولئك الذين تعايشوا قبل الخطوبة كان من المتوقع أن ينتهي الزواج بالطلاق -بالمقارنة مع 12 في المائة فقط من الذين انتقلوا للعيش معا بعد الخطوبة و 10 في المائة الذين لم يتعاشروا إلا قبل قرع أجراس الزفاف.
أوقال الأخصائي النفسي الدكتور غالينا رهوديس: «قد تكون هناك مجموعة من الأشخاص الذين يعيشون معا قبل أن تتم بينهم خطوبة والذين قد قرروا مسبقا الزواج استناداً إلى أمور أخرى في علاقتعهم مع بعض--لأنهم بالفعل يعيشون معا ل ولأنهم أرادوا ذلك حقا وقرروا رسم مستقبلهم معا. فنحن نعتقد أن بعض الأزواج الذين ينتقلون للعيش معا دون نية واضحة للزواج قد ينتج في خنهاية الأمر رواج وسبب ذلك أنهم بالفعل يتعايشون.»
وقد زعم بعض الأشخاص أن الذين يعيشون معا قبل الزواج يمكن أن يكونوا أكثر عرضة لزواجات غير مرضية وفرصة الانفصال بينهم أكبر.وتفسير محتمل لهذا الاتجاه هو أن الناس الذين يتعاشرون قبل الزواج فعلوا ذلك سبب التخوف إزاء الالتزام، ومن ثم، بعد الزواج، وعند نشؤ المشاكل الزوجية (أو، قبل الزواج، عندما تنشأ المشاكل بخصوص العلاقة أثناء ترتيبات المعيشية)، هذا الخوف ينبئ في الحقيقة إلى انفصال في نهاية المطاف. تجدر الإشارة إلى أن هذا النموذج يشير إلى المخاوف السابقة فيما يتعلق بالالتزام كسبب لزيادة حالات الانفصال والتعايش فقط كمؤشر لمثل هذا التخوف. وهناك تفسير آخر وهو أن الأشخاص الذين يختارون عدم إقامة علاقات حميمة قبل الزواج غالباً ما يكونون أكثر تحفظا بسبب دينهم وقد يتمسكون بآراء تقليدية بشأن أدوار الجنسين، أوعقلياتم التي قد تمنعهم من الطلاق لأسباب دينية أو بسبب مواجه أزمة في العلاقات بالرغم من مرورهم بمشاكل زوجية ليست أقل حدة من تلك التي يواجهها المتعاشرين السابقين.[بحاجة لمصدر]
وبالإضافة إلى ذلك، إن العيش معا قد يؤدي إلى مواقف تجعل من تحقيق زواج سعيد أمر في غاية الصعوبة. فعلى سبيل المثال تشير نتائج دراسة أجريت مؤخرا، «قد يكون هناك دافع أقل لأزواج يقيمون علاقات حميمة للتطوير من حل صراعاتهم ودعم مهاراتهم.» (استثناء واحد هام: الأزواج الذين يتعاشرون ويخططون بالفعل للزواج من بعضهما البعض في المستقبل القريب لديهم فرصة جيدة في البقاء معا كأزواج لا يعيشون معا قبل الزواج).
وأجريت دراسة عام 2001 ل 1,000 من البالغين، وقد أشارت إلى أن الناس الذين تعايشوا شهدوا معدلات طلاق بنسبة 50 في المائة بعد الزواج من أولئك الذين لم يتزوجوا، رغم أن هذا قد يكون بسبب علاقة الارتباط وليس السبب ونتيجته. دراسة لاحقة أجراها المركز الوطني «الإحصاءات الصحية» على عينة من الأفراد ما يزيد عددهم على 12,000 شخص تبين من خلالها عدم وجود فرق كبير في معدل الطلاق بين الأفراد المعاشرين وغير المعاشرين.

## وصلات خارجية
- التسجيل الشركاء المحليين-كاليفورنيا كولن
- لمشروع الزواج[وصلة مكسورة]

الإحصاءات الاتحادية *المسح الوطني لنمو الأسرة-